# Tricalysia pallens
Tricalysia pallens är en måreväxtart som beskrevs av William Philip Hiern. Tricalysia pallens ingår i släktet Tricalysia och familjen måreväxter.

## Underarter
Arten delas in i följande underarter:
- T. p. dundensis
- T. p. pallens